# Contaminació per plàstics

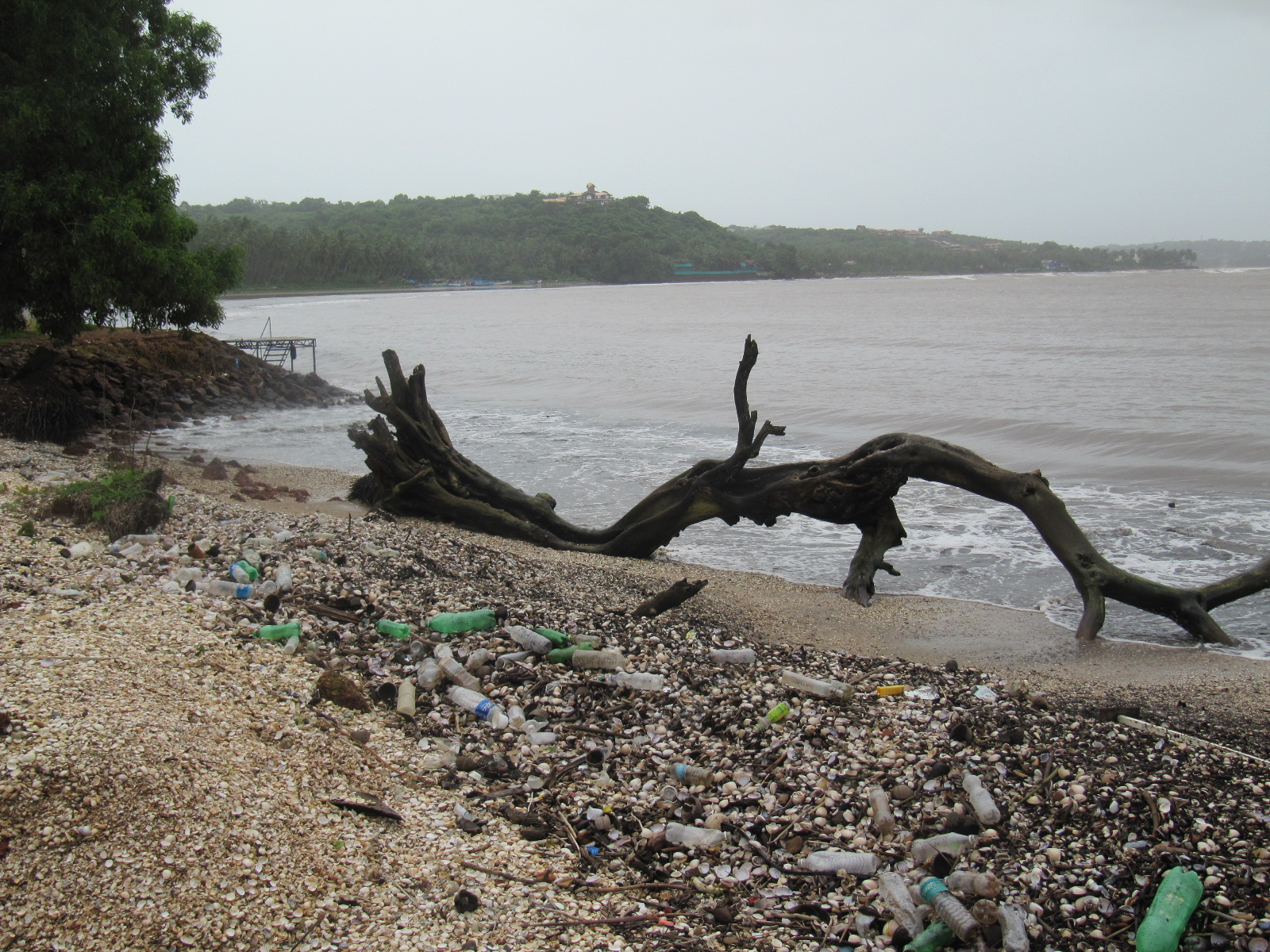
Contaminació per plàstics a la platja Coco, a l'Índia

La contaminació per plàstics és l'acumulació de productes de plàstic en el medi ambient, fet que produeix efectes adversos sobre la vida en general i, en concret, sobre els humans. Existeixen nombrosos tipus i formes de contaminació per plàstics i pot afectar de forma negativa el sòl, els cursos d'aigua i els oceans. En determinades regions s'han implementat plans per intentar reduir el consum de plàstics i promoure el seu reciclatge. La importància i extensió de la contaminació per plàstics està correlacionada amb el baix cost i durabilitat del plàstic, el que provoca que els éssers humans n'utilitzin una gran varietat. Els éssers humans es veuen afectats per la contaminació de plàstics com, per exemple, alterant l'hormona tiroidal o altres nivells d'hormones.
La contaminació per plàstic pot afectar la terra, les vies aquàtiques i els oceans. S'estima que entre 1,1 i 8,8 milions de tones de residus plàstics arriben a l'oceà des de les comunitats costaneres cada any. Segons les estimacions, a finals de 2013 hi havia un estoc de 86 milions de tones de brossa plàstica marina a l'oceà global, amb la suposició que l'1,4% del plàstic mundial produït entre 1950 i 2013 ha acabat i s'ha acumulat a l'oceà. La producció mundial de plàstic ha crescut d'1,5 milions de tones a la dècada de 1950 a 335 milions de tones el 2016, cosa que ha provocat problemes ambientals. Un problema greu sorgeix a causa del tractament ineficaç del 79% dels productes de plàstic, que acaba en abocadors o en el medi natural. Alhora, el plàstic suposa el 20% de les deixalles als nostres abocadors.
Alguns investigadors suggereixen que per al 2050 hi podria haver més plàstic que peix als oceans en termes de pes. Els organismes vius, especialment els animals marins, poden patir afectacions mecàniques com l'emmordassament amb objectes plàstics, problemes derivats de la ingestió de residus plàstics o l'exposició a productes químics en el plàstic que alteren la seva fisiologia. Els residus plàstics descompostos poden afectar directament les persones a través del consum directe (per exemple, a través de l'aigua de l'aixeta), el consum indirecte (a través del consum de plantes i animals) i la interrupció de diversos mecanismes hormonals.